# Tuanake
Tuanake és un dels tres atols de les illes Raevski, a l'arxipèlag de les Tuamotu de la Polinèsia Francesa. Administrativament, depèn de Katiu, comuna associada a la comuna de Makemo.

## Geografia
Està situat a 20 km al sud-oest de Makemo i a 20 km al nord de Tepoto. És un atol circular de 7 km de diàmetre, amb una superfície emergida de 3,5 km² més 12,4 km² d'esculls. La llacuna interior, de 25,7 km², disposa d'un pas navegable.
És deshabitat i visitat ocasionalment per recol·lectar copra. L'atol és sorprenentment molt boscós.

## Història
Va ser anomenat Kiport o Touanagué pel francès Mauruc, i Reed Island o Tuinaki per l'anglès Wilkes. A principis del segle xix va ser repoblat per ordre de la reina de Tahití per fer una plantació de cocoters.